# Alexander Newski (Prokofjew)
Alexander Newski (russ. Александр Невский) op. 78, ist eine Kantate in sieben Episoden für Mezzosopran, Chöre und Orchester, komponiert von Sergej Prokofieff (Texte von Wladimir Lugowskoi und Prokofjew).

## Entstehung und Struktur
Die Originalpartitur war ein Jahr zuvor als Soundtrack für den gleichnamigen Film entstanden, der von Sergei Eisenstein geschaffen worden war. Bei der Kantate handelt es sich – nach Leutnant Kishe – um das zweite Projekt des Komponisten in kinematographischer Musik. Es war der erste Auftrag, den er nach seiner Rückkehr in die Sowjetunion komponiert hatte und seine erste Zusammenarbeit mit dem Schöpfer des Panzerkreuzers Potemkin.
Schon die Zusammenarbeit von Eisenstein und Prokofjew zu dem Film weist die Besonderheit auf, dass Prokofjew nicht nur nach bereits fertiggestellten Filmsequenzen komponierte, sondern Eisenstein sich umgekehrt in manchen Sequenzen an die Länge der Musik anpasste. Dadurch entstand eine Musik, die auch eigenständig aufgeführt werden konnte.
Die ca. 45 Minuten dauernde Kantate wurde am 17. Mai 1939 in Moskau uraufgeführt. Das Werk umfasst sieben Sätze, die chronologisch dem Handlungsverlauf des Films folgen.
Alexander Newski zeichnet sich durch seinen episch langen Atem aus, denn seine Handlung verarbeitet eine historische Episode des 13. Jahrhunderts, die sich auf den Kampf des russischen Volkes gegen die schwedisch-deutsche Invasionskoalition bezieht.
Das Thema zeigte klare Parallelen zur damaligen politischen Situation. Eisenstein war beeindruckt von der Musik einiger Szenen des Films, einschließlich der Schlacht um das Eis, die auf der bereits geschriebenen Partitur beruhte und nicht wie üblich andersherum.